# パリでかくれんぼ
『パリでかくれんぼ』（仏: Haut bas fragile、英: Up, Down, Fragile）は、1995年のフランス映画。
ジャック・リヴェットがメガホンを撮ったミュージカル仕掛けのコメディ・ドラマ。 歌手のエンゾ・エンゾがクラブ歌手の役で登場している。

## スタッフ
- 監督・脚本：ジャック・リヴェット
- 製作：マルティーヌ・マリニャック（フランス語版）
- 脚本：ロランス・コート、マリアンヌ・ドニクール（フランス語版）、ナタリー・リシャール（フランス語版）、パスカル・ボニツェール、クリスティーヌ・ローラン（フランス語版）
- 撮影：クリストフ・ポロック
- 音楽：フランソワ・ブレアン（フランス語版）

## キャスト
- マリアンヌ・ドニクール（フランス語版）：ルイーズ
- ナタリー・リシャール（フランス語版）：ニノン
- ロランス・コート（フランス語版）：アイダ
- アンドレ・マルコン：ローランド
- ブリュノ・トデスキーニ：ルシアン
- アンナ・カリーナ：サラ
- ジャック・リヴェット
- エンゾ・エンゾ
- アラン・リグー